# ده علی (فردوس)
ده علی یک آبادی در ایران است که در دهستان برون از توابع بخش اسلامیه شهرستان فردوس واقع شده‌است.
براساس سرشماری مرکز آمار ایران در سال ۱۳۹۵، این روستا کمتر از سه خانوار جمعیت داشته‌است.